# مقر حکومت
مقر حکومت یا مرکز حکومت به ساختمان، مجتمع، منطقه یا شهری گفته می‌شود که بیشتر سران حکومت و دفاتر دولتی در آن مستقر است و فرمانهای دولت از آنجا صادر می‌شود.
معمولاً محل استقرار دولت مرکزی در پایتخت هر کشور است. برای مثال شهرهایی مانند تهران، سئول، توکیو، آنکارا و لندن هم پایتخت و هم محل استقرار دولتهای ملی کشورهای متبوعه هستند. در کشورهای دارای چند پایتخت احتمال جدا بودن مقر دولت از پایتخت بیشتر است.

## کشورهای با مقر دولت متفاوت از پایتخت
- در هلند، پایتخت آمستردام است ولی محل استقرار دولت مرکزی شهر لاهه است.